# ثيو شنيلدرز
ثيو شنيلدرز (بالهولندية: Theo Snelders) (مواليد 7 ديسمبر 1963) هو لاعب كرة قدم. يلعب مع منتخب هولندا لكرة القدم. سبق له أن لعب في كأس العالم لكرة القدم مع منتخب بلاده.

## روابط خارجية
- ثيو شنيلدرز على موقع الاتحاد الدولي (مؤرشف)  (الإنجليزية)
- ثيو شنيلدرز على موقع قاعدة بيانات كرة القدم.إي يو (الإنجليزية)
- ثيو شنيلدرز على موقع ناشيونال فوتبول تيمز (الإنجليزية)
- ثيو شنيلدرز على موقع Soccerbase.com (لاعب) (الإنجليزية)
- ثيو شنيلدرز على موقع Soccerway.com (الإنجليزية)
- ثيو شنيلدرز على موقع كووورة